# TCF/LEF家族

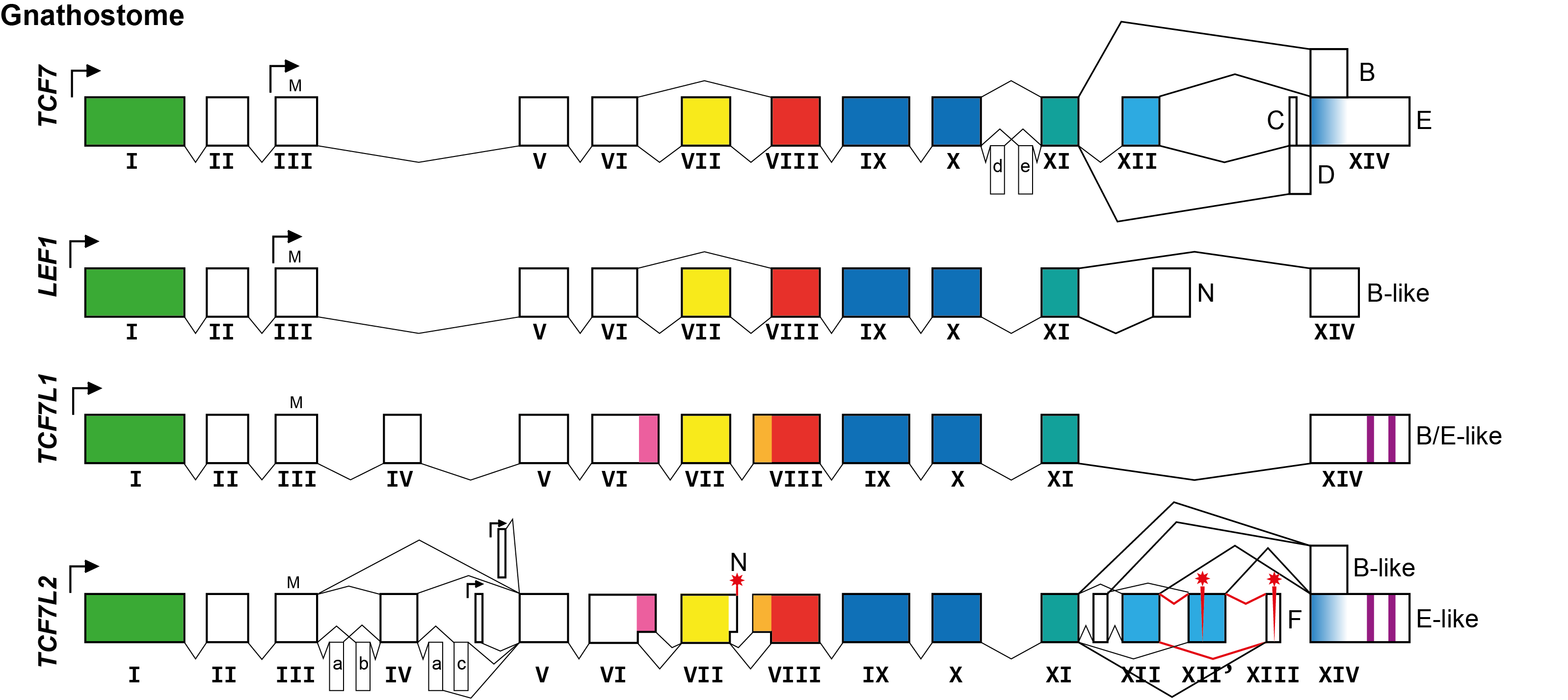
有颌类TCF/LEF家族基因的比较.

TCF/LEF家族（英語：TCF/LEF family，即T细胞因子/淋巴增强因子家族）是一类SOX样高速泳动族转录因子，涉及Wnt信号通路。

## 人类基因组中的成员
- TCF7 (TCF-1)
- TCF7L1 (TCF-3)
- TCF7L2 (TCF-4)
- LEF1